# Gazzelle
Gazzelle, seudónimo de Flavio Bruno Pardini (Roma, 7 de diciembre de 1989), es un cantautor italiano.

## Biografía
Crece en el Rione Prati, y fue al bachillerato el último año junto a Umberto Violo (Dark Wayne) y Nicolò Rapisarda (Tony Effe), futuros componentes del colectivo trap Dark Polo Gang.
Empieza a tocar a nivel no profesional a la edad de 22 años en algunos locales de la capital usando el propio nombre. A partir de 2016 utiliza el seudónimo de Gazzelle, modificando el nombre del modelo de zapatos Gazelle producidos por Adidas, como él mismo ha declarado.
El 9 de diciembre de 2016 publica el sencillo Quella te (Aquella tú), que llama la atención de la crítica y del entorno de la música independiente. La canción anticipa el primer álbum titulado Superbattito (Súperlatido), producido bajo la etiqueta Maciste Dischi, el 3 de marzo de 2017 y desde el cual se extraerán también los sencillos Zucchero Filato (Algodón de azúcar) y Nmrpm  (Ya No Me Recuerdas Al Mar). Antes de la publicación del álbum, el compositor nunca había revelado su rostro, publicando en red solo algunas fotos desenfocadas.
Sucesivamente publica los sencillos Sayonara (Adiós) y Stelle Filanti (Serpentinas), que forman parte del EP Plastica (Plástico), estrenado el 1 de agosto de 2017 en formato vinilo. Sigue la publicación de Nero (Negro), Meglio così (Mejor así) y Martelli (Martillos) que, junto a los dos sencillos anteriormente citados, serán incluidos en la versión deluxe del álbum de estreno, titulada Megasuperbattito (Megasúperlatido) y publicada el 2 de marzo de 2018.
El 1 de mayo de 2018 actúa en el tradicional concierto que tiene lugar todos los años en Roma, en plaza San Juan de Letrán.
El 8 de junio de 2018 publica en colaboración con Lorenzo Fragola la canción Super Martina (Súper Martina), contenido en el álbum Bengala del cantante de Catania, con el cual participa a los Wind Music Awards 2018.
Colabora además con Luca Carboni en la elaboración de la canción L'alba (El amanecer), incluida en el álbum Sputnik del cantautore de Bolonia, publicado el 8 de junio de 2018.
En julio de 2018 es uno de los artistas que, a través de las páginas de Rolling Stone, adhieren al artículo que discrepa de las confrontaciones de las políticas sobre la inmigración actuada del ministro del interior Matteo Salvini. 
El 30 de noviembre de 2018 publica, con las etiquetas Maciste Dischi y Artist First, su segundo álbum, titulado Punk, anticipado por los sencillos Tutta la vita (Toda la vida), Sopra (Encima) y Scintille (Chispas). Con el estreno del segundo álbum anuncia también el tour nacional, llamado Punk Tour.
El 26 de abril de 2019 sale el álbum Faber nostrum, álbum homenaje a Fabrizio De André en el cual unos exponentes de la música italiana reinterpretan cada uno una canción del compositor de Génova. Gazzelle toma parte realizando la cover de Sally, canción del 1978 publicada en el álbum Rimini.
El 1 de mayo de 2019 se exhibe por segunda vez consecutiva en el tradicional concierto en plaza San Juan en Letrán.
El 2 de julio de 2019 sale su libro de poesías, Limbo.

## Estilo e influencias musicales
Personalidad introvertida y melancólica, es un exponente del indie pop italiano y trata temas como amor, soledad, uso de drogas, alcoholismo y depresión, utilizando a menudo bases melódicas y articuladas, en antítesis con los temas tratados.
Ha afirmado que ha sido influenciado por I Cani, Thegiornalisti, Rino Gaetano, Cesare Cremonini, Vasco Rossi, Tame Impala, Oasis, Nirvana. Ha definido su estilo musical "Sexy pop", diciendo que se trata de "una definición nacida así, un poco para reír... como una broma, como un modo irónico y ligero de definir algo".

## Discografía

### Álbum en estudio
- 2017 – Superbattito (Súperlatido)
- 2018 – Punk (Punk)
- 2021 - OK (OK)

### EP
- 2017 – Plastica (Plástico)

### Sencillos
- 2016 – Quella te (Aquella tú)
- 2017 – Nmrpm (Ya No Me Recuerdas Al Mar)
- 2017 – Zucchero filato (Algodón de azúcar)
- 2017 – Sayonara (Adiós)
- 2017 – Stelle filanti (Serpentinas)
- 2017 – Nero (Negro)
- 2017 – Meglio così (Mejor así)
- 2018 – Martelli (Martillos)
- 2018 – Tutta la vita (Toda la Vida)
- 2018 – Sopra (Encima)
- 2018 –  Scintille (Chispas)
- 2018 – Punk
- 2019 – Polynesia
- 2019 – Settembre (Septiembre)
- 2019 – Una canzone che non so (Una canción que no sé)

## Otros proyectos
- Wikiquote incluye citaciones de o sobre Gazzelle
- Wikimedia Commons incluye imágenes u otros documentos sobre Gazzelle
- Portal:Biografie. Contenido relacionado con Música.

- Datos: Q59313339
- Multimedia: Gazzelle / Q59313339